# Lucien Petit-Breton
Lucien Georges Mazan (Plessé, Loira Inferior, 18 de octubre de 1882-Troyes, Aude, 20 de diciembre de 1917), fue un ciclista francés más conocido por el seudónimo Lucien Petit-Breton o simplemente Petit-Breton.
Nació en Plessé, en el departamento de Loira Atlántico —Loira Inferior hasta 1957—, ciudad situada en la Bretaña francesa y que es parte de la región conocida como Países del Loira. Cuando tenía 8 años se radicó con su familia en Buenos Aires, Argentina, donde a los 16 años comenzó a practicar el ciclismo. Se proclamó campeón argentino de fondo en pista en 1899 y retornó a Francia cuando tenía 19 años, transformándose en uno de los mejores corredores de principios del siglo XX. Ganó clásicas prestigiosas como la París-Bruselas, la París-Tours o la Milán-San Remo y fue el primer ciclista en ganar 2 veces el Tour de Francia, en 1907 y 1908. Además de destacar en carretera lo hizo en pista, donde ganó el Bol d'Or y estableció el récord mundial de la hora en 1905.
Corredor estratega y muy metódico, cuidaba los detalles al máximo, desde el entrenamiento y el estado de la bicicleta, a la alimentación y el descanso. Trabajaba también en la parte mental, para poder soportar las agotadoras jornadas de 300 o 400 km que se hacían en esa época, donde era frecuente quedar solo durante muchos kilómetros. Tras su regreso a Francia, se dedicó a las carreras en pista para luego pasar las carreras de ruta donde demostró ser un rodador por excelencia, defendiéndose bien en la montaña sin ser un gran escalador. Era un corredor de temperamento nervioso y algo introvertido aunque dotado de un coraje y espíritu de lucha, que lo hacía ser el más popular y aclamado por el público.
También era culto y estudioso, siendo considerado el primer ciclista intelectual del pelotón. Dedicó tiempo a la escritura, publicando el libro Comment je cours sur route y escribiendo para la revista deportiva La Vie au Grand Air y en el libro Le cyclisme.
Con el comienzo de la Primera Guerra Mundial, se unió al ejército francés, falleciendo en Troyes, a causa de un accidente automovilístico. Tuvo dos hermanos también ciclistas; Paul, que en 1908 fue campeón de Francia amateur y ganó la Volta a Tarragona, y Anselme Mazan.

## Biografía

### Sus primeros años
Hijo de Clément Mazan y Désirée Moyon, era el segundo de seis hermanos; cuatro varones, Paul (1881), Lucien (1882), Anselme (1883) y Vincent (1905) y dos hermanas, Zoé (1886) y Gabrielle (1888).
Su padre, era un joyero-relojero que en la década de 1880 incursionó en la política, adhiriendo a los republicanos. Se presentó a las elecciones legislativas sin tener éxito y este fracaso le hizo perder reputación y clientela, lo que motivó a la familia Mazan a buscar un nuevo horizonte.
Mientras sus padres junto a las 2 pequeñas hermanas se establecían en Buenos Aires en 1888, Paul, Lucien y Anselme quedaron en Francia a cargo de unos tíos en la localidad de Fégréac. Dos años después, en 1890, Désirée viajó a Francia y retornó a Buenos Aires con sus 3 hijos varones. A pesar de tener solo 8 años de edad, Lucien comenzó a trabajar en diversos lugares para ayudar a la familia. A finales de 1896, cuando tenía 14 años, obtuvo un empleo en el Jockey Club de Buenos Aires, donde aprendió todo lo relacionado al hipismo y logró ser un hombre de confianza de propietarios y criadores,.

#### Los comienzos en Buenos Aires

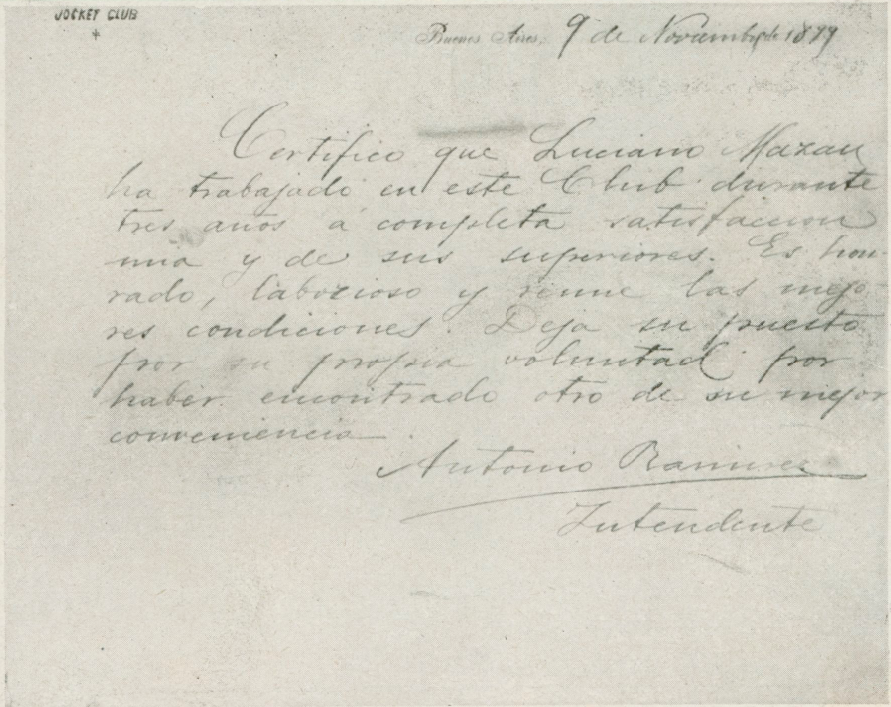
Certificado del Jockey Club donde se dejaba constancia que Lucien Mazan dejaba el trabajo luego de 3 años, por su voluntad (noviembre 1899).

En 1898 tuvo su primera bicicleta cuando su empleador le dio una para que la utilizara cuando debía llevar o traer mensajes. La bicicleta lo cautivó y allí comenzó su sueño de convertirse en ciclista. Además, las crónicas de las carreras, las anécdotas y las historias comenzaron a fascinarlo, hasta que decidió empezar a entrenar, pese a la reticencia de su padre que prefería que se dedicara a un trabajo más serio.
En un principio adoptó el seudónimo de Bretón en referencia a su lugar de origen y la primera carrera que disputó en forma no oficial fue el 14 de julio de 1898. Ese día la colonia francesa en Buenos Aires celebraba el Día Nacional de Francia y parte de los festejos era una carrera de bicicletas sobre 5 kilómetros. Se presentaron 3 corredores a disputarla (Manuel Cervera, Paul Montigaud y Lucien Mazán) finalizando en 2.º lugar tras Cervera. El debut oficial se produjo en diciembre de 1898, cuando el mismo día, participó en el velódromo de Belvedere, del Campeonato argentino de fondo y en un kilómetro.
Al año siguiente, en 1899, comenzaron a llegarle los éxitos, logrando el campeonato amateur sobre 25 kilómetros detrás de tándems, el campeonato de fondo amateur sobre 100 km. y un 2.º puesto en el campeonato de velocidad. Estos triunfos hicieron cambiar de parecer a su padre, que a partir de allí comenzó a acompañarlo en cada carrera. En noviembre de ese año, renunció a su trabajo en el Jockey Club para ingresar en la sucursal de Peugeot como vendedor y corredor.
El 7 de enero de 1900, hizo su debut en carreras de ruta cuando tomó parte de la 4.ª edición de la Luján-Buenos Aires, ganando en la categoría amateur sobre los argentinos Pedro Gatti y París Giannini. Las carreteras por donde se corría estaban en pésimo estado y completamente deterioradas, Según sus palabras, un sin fin de baches, surcos y zanjas, pero que a su vez lo benefició haciéndole adquirir una resistencia al esfuerzo que lo acompañó el resto de su carrera.
En 1901 pasó a ser ciclista profesional y el 20 de enero estuvo nuevamente en la Luján-Buenos Aires, pero la mala suerte no le dejó ganar la carrera en profesionales ya que cuando marchaba primero, rompió una rueda a 20 kilómetros para el final. El 17 de marzo enfrentó a los italianos Eros y Cominelli y al suizo Vanoni, por el campeonato de fondo profesional sobre 100 km. en el velódromo de Palermo. Breton obtuvo una resonante victoria sobre los europeos batiendo además, el récord argentino sobre esa distancia.

##### Las carreras contra europeos
La Unión Velocipédica Argentina -dirigida por los propietarios de negocios de bicicletas y casas de importación y con el apoyo de las colectividades francesa y española-, comenzó a contratar ciclistas profesionales europeos alrededor de 1898, que se trasladaban a Buenos Aires para correr la temporada Argentina que aproximadamente iba de noviembre a finales de marzo. Entre esos nombres se encontraban los italianos Giuseppe Singrossi, Virginio Minozzi, Federico Momo, Germano Eros, Gian Ferdinando Tommaselli; los franceses Henri Contenet, Henri Cornet, Adolfo Parmac, Raoul Buisson, Lucien Gentel y Jaquenod; el belga Louis Grogna, el inglés Thomas Gascoyne, el checo Emanuel Kudela, el suizo Charles Vanoni entre otros. Las carreras se llevaban a cabo principalmente en el Velódromo de Palermo (propiedad de la U.V.A.) así como en el Central.
Contra esos europeos se enfrentó el joven Breton, junto con otros argentinos como Manuel Cervera, Pereda y el cordobés Del Rosso. El 26 de enero de 1902 tuvo la revancha del año anterior, en la 6.ª edición de la Luján-Buenos Aires, cuando la ganó con media hora de ventaja sobre el 2.º, el tunesino Peppino Mostacci. Una semana después, el 2 de febrero, ganó el Gran Premio de la República, detrás de tandem a motor, (piloteado por el italiano Colantti y el francés Parmac) donde recibió una medalla de oro de parte del presidente Julio Argentino Roca. Recorrió los 50 km en 58 min 17 s, dejando en 2.º lugar al inglés Gascoyne y 3.º el belga Grogna.
La tristeza que le invadía cuando esos corredores regresaban a Europa, más las victorias que había logrado sobre ellos, le hicieron pensar que podía tener éxito en su tierra natal y comenzó a pensar en el retorno a Francia. Luego de estar casi un año ahorrando dinero para sobrevivir un tiempo en París, sin terminar la temporada, el 8 de febrero de 1902 se embarcó en el vapor "Italia" rumbo a Marsella llevando consigo su material para correr (tandem a motor, tandem común y varias bicicletas). Regresó junto a otro ciclista francés que había pasado la temporada en Buenos Aires, Marius Cadolle. La familia Mazan, era amiga de otra familia francesa radicada en la capital argentina, los Cadolle. Marius, había viajado para competir y visitar a sus tíos y primos de Buenos Aires y al regreso, los Cadolle parisinos, hospedaron a Lucien los primeros días.

### El regreso a Francia; sobresaliendo en la pista (1902-1905)
Llegó a Marsella el 1 de marzo de 1902 y esa misma tarde partió hacia París. Allí se encontró con una reputación que consideró exagerada, hecha tanto por los europeos que habían estado en Buenos Aires, como por la prensa que regularmente informaba y había anunciado con anterioridad la llegada del "argentino" Bretón, un joven muy valiente y con mucha energía que correrá toda la temporada de pista y la París-Roubaix. Llevaba consigo una carta de recomendación escrita por Louis Grogna, de quien se había hecho muy buen amigo. Con esa carta, fue a reunirse con Robert Coquelle, para ver si este le daba la oportunidad de correr en el velódromo que dirigía, el Buffalo. Coquelle aceptó, pero el velódromo estaba cerrado por reparaciones, así que comenzó a entrenar y las primeras carreras las hizo en la pista del Parque de los Príncipes (que por ese entonces era un estadio-velódromo). Sin demasiado éxito, lo único que destacó fue un 2.º puesto en velocidad el 23 de marzo, al caer batido ante el suizo Anton Jaeck. Había otro corredor con el sobrenombre de Breton, así que para no crear confusiones cambió el suyo a Petit-Breton.
El haber llegado desde Argentina y que la prensa lo mencionara de esa nacionalidad, hizo que el público también comenzaron a llamarlo l'Argentin o l'elegant Argentin. Incluso los organizadores de carreras lo presentaban como argentino. Esto no era del agrado de Petit-Breton ya que consideraba que se abusaba del apodo principalmente por los organizadores, pues estos, para darle más categoría al espectáculo, creían que era mejor que hubiese extranjeros.

#### El Bol d'Or 1902, primera actuación relevante
Tres meses después de su regreso, también regresó su hermano Paul, y el 13 de julio de 1902 Petit-Bretón fue uno de los 7 corredores en el 8.º Bol d'Or, una carrera de 24 horas realizada en el velódromo de Buffalo. El formato de la carrera consistía en que las primeras dos horas y las últimas dos, los corredores podían ir detrás de motocicletas. Tomaron la salida además de Petit-Bretón, Huret, Wattelier, Bouhours, Jean Gougoltz, Jean-Baptiste Fischer e Hypolite Figaro, más conocido como "Vendredi". A las 2 horas de carrera cuando se retiraron las motocicletas, Huret estaba al frente con 116 kilómetros recorridos, seguido de Wattelier con 104,4 km y Petit-Breton muy cerca con 103,6 km. Cuando iban 18 horas de carrera, Huret seguía al frente con 620 km y Petit-Breton era segundo con 610 km. Las últimas dos horas, nuevamente con las motocicletas en la pista realizó varias vueltas a más de 70 km/h. Aunque al final Constant Huret fue el ganador, recorriendo 772 km, segundo Petit-Bretón con 732 km y tercero Fischer. La prensa consideró que hizo una carrera espléndida dada su juventud y el público lo reconoció dándole una gran ovación.
Ese mismo año participó en Estados Unidos de los famosos Seis días de Nueva York en el Madison Square Garden. Formó pareja junto al francés Louis Darragon pero no pudo terminar la carrera ya que su compañero abandonó al tercer día. Esa fue la primera de 6 veces en que cruzó el Atlántico para correr los Seis Días, obteniendo su mejor ubicación en 1903 y 1904 cuando fue 6.º, primero con Contenet y luego con Gougoltz.

#### 1903-1904; alternancia entre pista y ruta. El triunfo en el Bol d'Or

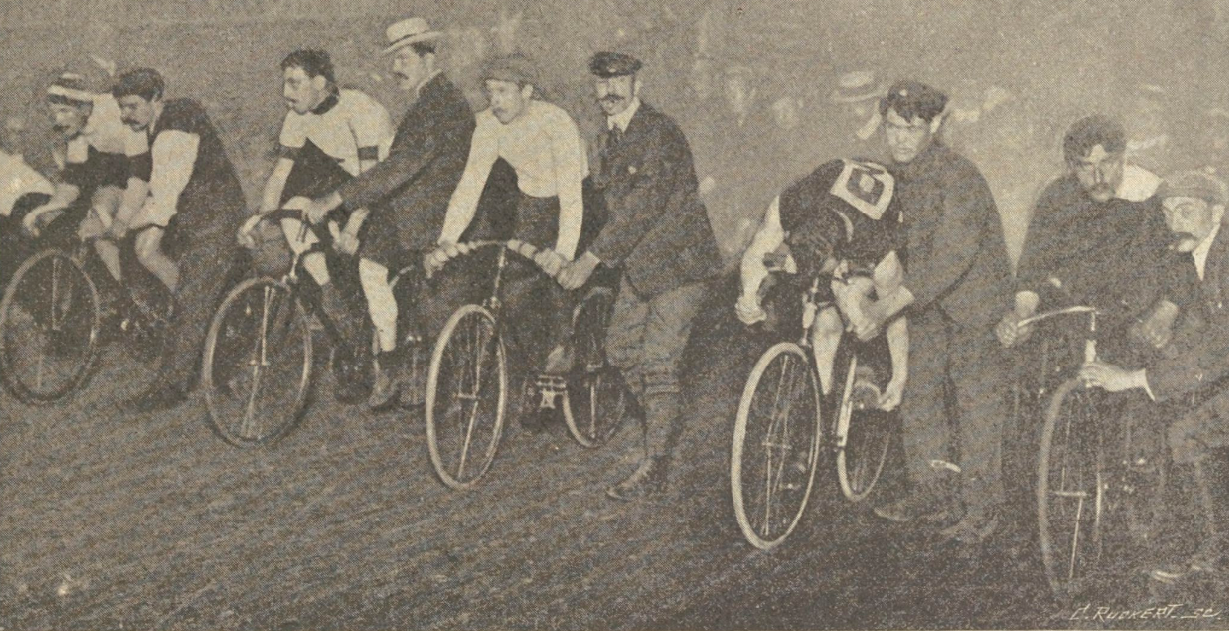
Petit-Breton, 2.º de la izquierda, en la partida del Bol d'Or (13 de julio de 1904).

En septiembre de 1903 corrió en el velódromo de Buffalo los Ocho Días. Debido al mal clima una jornada se suspendió por lo cual fueron 7 días en definitiva. Petit-Bretón ganó en 5 jornadas pero no le alcanzó para llevarse la carrera. El ganador fue Jean Gougoltz quien recorrió 2.065 kilómetros, 2.º Petit-Breton con 2.063 km y 3.º Léon Georget con 2.055 km.
En 1904 fue contratado por la empresa Clément-Bayard para correr en carretera, debutando el 3 de abril en la París-Roubaix. Sin un plan de entrenamiento previo, llegó lejos del ganador Hippolyte Aucouturier en la posición 21.ª y a 3 horas y 2 minutos. Tuvo su revancha el 15 de mayo cuando corrió la París-Roubaix en Pista, carrera sobre el mismo kilometraje que la clásica, pero en el velódromo de Roubaix, donde se llevó el triunfo. El 28 y 29 de mayo corrió la Burdeos-París finalizando en 2.º lugar a 53 minutos del ganador Léon Georget, aunque posteriormente los 4 primeros fueron descalificados.
Retornó a la pista el 12 de junio junto a su hermano Anselme, quien había regresado a Francia a principios de ese año y ganó las Seis Horas en Buffalo.
En julio de 1904, corrió su tercer Bol d'Or. Esa vez el formato de la carrera fue distinto a 1902 y los participantes corrían detrás de tándems. Petit-Breton estuvo acompañado por sus hermanos Paul y Anselme , Paul como participante de la carrera y Anselme como parte del equipo de tándem. Trece corredores entre los que estaban Léon Georget, Edouard Wattelier, Arthur Vanderstuyft, Anton Jaeck, Rodolfo Muller, Charles Laeser y el campeón estadounidense de los Seis Días de Nueva York, George Leander, quien competía por primera vez en Europa, tomaron la salida a las 22:30 horas del 13 de julio.
Petit-Breton había ordenado a su tándem salir a ritmo frenético. Es así que junto a Georget y Leander comienzan a sacarle distancias al resto. Al cierre de la primera hora recorrieron 45,050 km, batiendo el récord de 41,926 km que tenía Lucien Lesna. La segunda hora se mantuvieron los 3 en cabeza pero poco después, Leander sufrió calambres y debió detenerse para recibir masajes, quedando Petit-Bretón y Georget en la delantera. Durante varias horas fue una batalla entre ambos, en la 9.ª hora de competencia habían recorrido 355 km y marchaban juntos aunque Georget con una vuelta menos. Mientras tanto, el estadounidense Leander y Paul Mazan ya habían abandonado. Poco después, agotado, Petit-Bretón se detuvo en su box en busca de masajes y un descanso, y Georget aprovechó para pasar a la delantera. A las 12 horas de carrera, Georget seguía primero con 457 km, seguido de Petit-Breton con 444 km y Muller con 416 km.
Cerca del mediodía y con un calor abrasador, fue Georget quien no soportó y se detuvo. Vencido por el sueño y el cansancio se acostó en su box durante un rato, lo cual aprovechó Petit-Breton para tomar rápidamente la delantera. En la 15.ª hora de carrera la ventaja de Petit-Bretón a Georget era de 36 km, mientras que con el 3.º (Vanderstuyft) era de 60 km. A partir de ese momento no hubo más cambios, Georget siguió padeciendo dolores y fue sucumbiendo, perdiendo cada vez más, mientras Petit-Bretón con una marcha constante, en la 20.ª hora le llevaba 60 km de diferencia. Solo las últimas horas logró descontar algo Georget para terminar a poco más de 40 km de distancia.
Finalmente, Petit-Bretón recorrió en las 24 horas un total de 852 km para ganar el Bol d'Or. Léon Georget finalizó segundo con 810,6 km y tercero el belga Arthur Vanderstuyft con 701,7 km.

#### 1905: el récord de la hora y el primer Tour de Francia
El récord mundial de la hora pertenecía desde 1898 al estadounidense Willie Hamilton, con una marca de 40,781 km. En Francia despertaba cierta controversia al haber sido establecido en Denver y sospechaban que no era real. Además, dos corredores franceses del Vélo Club de Levallois habían intentado batirlo y no lo habían logrado, Marcel Cadolle, quien hizo 40,040 km y René Pottier que con 40,340 km solo pudo establecer el récord francés.
Considerando que la distancia recorrida por Pottier estaba a su alcance y que podía superarla, Petit-Bretón se puso como meta lograr el récord mundial, galardón que consideraba como el más importante en la carrera de un ciclista. Luego de unos días de entrenamiento realizó un primer intento, pero abandonó cuando llevaba 20 km recorridos al encontrarse fuera de tiempo. El fracaso lo llevó a empecinarse en la misión y luego de algunos cambios en la forma de entrenar y en el desarrollo de la transmisión, el 7 de julio de 1905 volvió al velódromo de Buffallo por el segundo intento. Esta vez, recorrió 40,342 km superando en 2 metros a Pottier lo cual trajo una nueva polémica. Vencer por solo 2 metros para algunos no se podía admitir como récord, mientras que para otros si.
Más allá de la polémica, Petit-Bretón sintió que era un nuevo fracaso, ya que quería el récord mundial, no el récord francés. Decidido a intentarlo nuevamente, debió posponerlo pues dos días después comenzaba la 3.ª edición del Tour de Francia y estaba comprometido en correrlo.
El 9 de julio, prácticamente sin entrenamiento en ruta tomó la salida del Tour de Francia en Noisy-le-Grand, pero con el récord de la hora en su cabeza abandonó cuando se encontraba en el grupo de cabecera (junto a Trousselier, Pottier, Aucouturier, Cornet, Dortignacq y Ringevald), a los 165 km en el control fijo de Châlons-sur-Marne. Volvió esa tarde a París y al día siguiente se dirigió al velódromo de Buffalo para reanudar los entrenamientos. Allí se encontró con Robert Coquelle, director del velódromo, quien además de convencerlo de regresar al Tour de Francia, hizo la gestión para que Henri Desgrange diera la autorización. Obtenida la misma, aunque con 70 puntos de penalización, Petit-Bretón se embarcó en el Expreso de Oriente rumbo a Nancy, donde partía la 2.ª etapa. En las siguientes etapas se mantuvo casi siempre entre los primeros, y aunque no ganó, obtuvo el 2.º puesto en las jornadas finalizadas en Grenoble, Toulouse y París, finalizando ese Tour de Francia en la 5.ª posición.
Luego de unos días de descanso, reanudó los entrenamientos para batir el récord de la hora y el 24 de agosto se presentó en Buffalo para realizar el intento. Para superar el récord de Hamilton, necesitaba girar a 26,4 segundos por vuelta y, no sintiéndose en buena forma ese día, anunció que continuaría solo en el caso de que batiera el récord de 10 km. A las 8:30 horas, comenzó Petit-Breton a girar en la pista y ya en las primeras vueltas indicaban que iba por buen camino, ya que normalmente giraba en menos de 26 segundos. Cubrió los 10 km en 14 minutos y 14 segundos bajando el récord francés de Louis Darragon en 5 segundos, así que continuó y cada vez afirmando más el paso. Los 20 km los realizó en 28:59, los 30 km en 43:42 y los 40 km en 58:23 estableciendo nuevas marcas francesas en cada una de ellas. Cuando sonó el pistoletazo de la hora, había establecido una nueva marca mundial de 41,110 km.
Aclamado por el público, la prensa destacó la actuación de Petit-Breton logrando lo que parecía imposible. El propio Henri Desgrange escribió en L'Auto:

...41 kilómetros o más, está más allá de la imaginación para aquellos que saben lo que significa caminar solo, y el hombre que lo hizo, es un atleta en todo el sentido de sí mismo....estoy feliz de haber negado el récord por 2 metros que realizó, eso pudo haberlo ayudado un poco a decidirse y volver a comenzar para lograr su triunfo de ayer.

### 1906-1908; los triunfos en carretera
Luego de conquistar el récord de la hora, comenzó a perder de a poco el sobrenombre de l'argentin. La prensa ya no le daba esa nacionalidad en sus páginas y algunos escribían, el ex-argentino. Desgrange, desde las páginas de L'Auto, había pedido -luego del récord- dejar de llamarlo argentino y darle su verdadera nacionalidad francesa: «No desconozco que a Petit-Breton se le llama con demasiada frecuencia, por las necesidades de los programas de velódromo, el "argentino"; démosle de una vez, démosle para siempre su nacionalidad. Petit-Breton es de raza y pura raza francesa.»

#### Cuarto en el Tour 1906 y triunfo en la París-Tours
En octubre de 1905, fue llamado a cumplir con el servicio militar como soldado de la 6.ª compañía del 21.º regimiento de infantería, en el cuartel de Langres. Este acuartelamiento le hizo perder casi todas las carreras que tenía en su calendario, como los Seis Días de Nueva York a finales de 1905, o ya en 1906 la París-Roubaix, la París-Bruselas o la Burdeos-París. Sólo recibió un permiso especial durante el mes de julio y por 30 días, para poder participar del Tour de Francia, luego del cual retornó al cuartel, para finalizar el servicio a mediados de septiembre.
Es así, que a pesar del muy poco entrenamiento, el 4 de julio inició su 2.º Tour de Francia. Participó en la categoría machines poinçonnées (las bicicletas no se podían cambiar, eran marcadas y verificadas que siempre fuera la misma al final de cada etapa), donde lideró y ganó la misma de principio a fin. Fue 2.º en las etapas finalizadas en Nancy, Burdeos y Nantes y en la clasificación general finalizó 4.º, por detrás de Pottier, Passerieu y Trousselier.
El 30 de septiembre logró su primera victoria en carretera cuando corrió la 3.ª edición de la París-Tours, con comienzo en el Parque de los Príncipes y final en el velódromo de Tours. La carrera comenzó 7:30 de la mañana y estuvo fugado desde el inicio junto a una decena de corredores. Aproximadamente a mitad de carrera, en Orleans, quedaban 4 ciclistas en la cabeza de carrera, Petit-Breton, Trousselier, Henri Cornet y Ernest Ricaux. Estos se redujeron a solo dos (Breton y Trousselier) a falta de 50 km para llegar Tours. Con el velódromo repleto de espectadores y tras 241 km, a las 15:30 hicieron su entrada los dos fugados y comenzaron las cuatro vueltas que debían darle al mismo. Cuando estaban en la contrarrecta del último giro, atacó Petit-Breton y llegó a sacarle 2 máquinas a Trousselier. Este se recompuso y llegó a ponerse a la par pero un nuevo envión de Petit-Breton le dio la victoria por un cuarto de rueda. Tercero y a 10 minutos llegó Cornet.

#### 1907: Vencedor de la Milán-San Remo y del Tour de Francia
En 1907 Petit-Breton se convirtió en el primer vencedor de la que posteriormente se transformaría en una de las clásicas más importantes del ciclismo, la Milán-San Remo. Luego de lograr el récord de la hora, se había creado cierta fama en Italia, donde era considerado el número uno de los ruteros franceses. Así es que Fernando Tomasselli, director de Bianchi, lo contrató para que corriera con sus colores esa 1.ª edición. Treinta y tres corredores partieron el 14 de abril desde Milán, entre los que estaban Ganna, Galetti, Pavesi, Rossignoli, Belloni, Cuniolo y el ciclista italiano más laureado en ese entonces, el Diavolo Rosso, Giovanni Gerbi. Francia, además de Petit-Breton estaba representado por Gustave Garrigou, Philippe Pautrat y Trousselier. Gerbi, que también corría con Bianchi, se fugó en solitario en Novi Ligure y coronó el Paso del Turchino con 3 minutos a su favor, mientras que Petit-Bretón, tras un pinchazo quedaba algo restrasado del grupo que perseguía al italiano. En la riviera y en cercanías de Savona, Garrigou le dio caza tras lo cual, Gerbi no colaboró con el francés, a sabiendas de que Petit-Bretón se acercaba a ambos. Los tres se unieron en Capo Berta y a partir de allí los hombres de Bianchi intentaron deshacerse de Garrigou sin éxito. En la llegada en San Remo se impuso Petit-Breton, superando a Gerbi y algo más retrasado llegó Garrigou, aunque el jurado otorgó el segundo lugar al francés por una maniobra desleal de Gerbi.

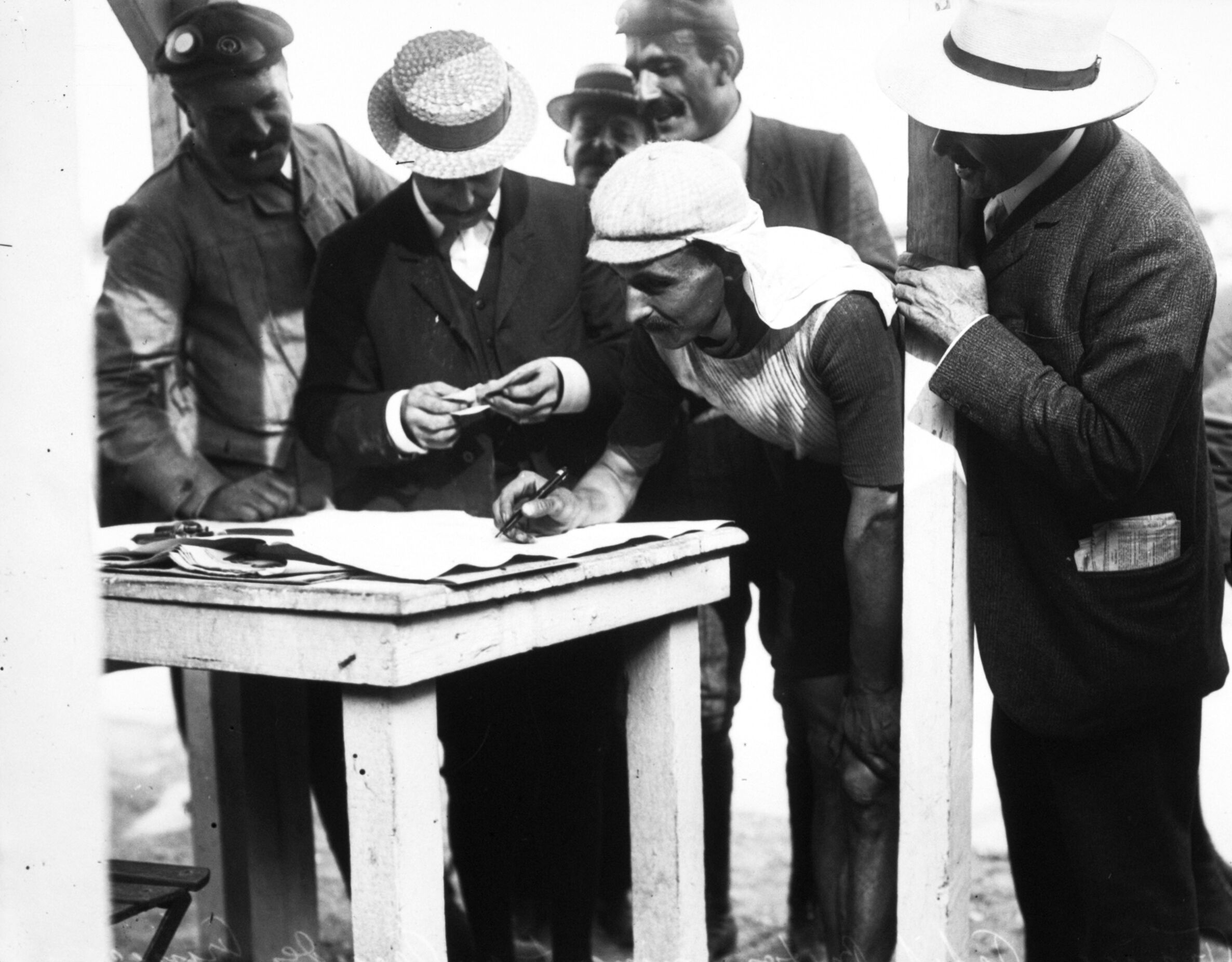
Petit-Breton estampa su firma en París y gana el Tour 1907.

En la 5.ª edición del Tour de Francia no partía como favorito, ya que desde la Milán-San Remo no había tenido buenas actuaciones excepto en la París-Hesdin donde acabó 2.º detrás de Émile Georget. Se inscribió nuevamente en la categoría machines poinçonnées y también participó su hermano Anselme Mazan, quién abandonó luego de la sexta jornada lastrado por las caídas. Hasta la sexta etapa se mantuvo en la 4.ª posición de la clasificación, por detrás de E. Georget, Cadolle y Trousselier. Georget venía siendo el gran dominador de la carrera, ganando las etapas a Metz, Belfort y Grenoble. En la séptima jornada sobre 345 km entre Niza y Nimes fue 2.º detrás de Georget. Ambos escaparon al inicio, en la cota de l'Estérel y llegaron con casi 40 minutos de ventaja. Una caída de Cadolle le obligó a abandonar y Petit-Breton subió al tercer lugar de la clasificación. En la 9.ª etapa entre Toulouse y Bayona, Petit-Breton logró la primera victoria en el Tour, luego de hacer 200 km kilómetros en solitario y llegar con 23 minutos de diferencia con el segundo. Esto le valió para pasar al 2.º lugar de la clasificación que era dominada por Georget con 17 puntos y Petit-Breton con 37.
Tras la etapa se mostró confiado de cara a lo que faltaba, declarando al periodista de L'Auto, Alphonse Steinés: «¿Crees que este sea mi Tour? Hasta ahora he sufrido de las rodillas, no voy bien pero estoy mejor. Espero que con el cuidado me recupere y gane en las etapas futuras! Estoy seguro de mi máquina, también estoy satisfecho con mis neumáticos, pero ya conoces la traición de la carretera. El perfil de la etapa de hoy y las condiciones climáticas me han favorecido, pero estoy seguro de repetir victoria en condiciones menos favorables. ¡Lo verás pronto!».
Una serie de incidentes durante esa 9.ª etapa terminó en una penalización a Emile Georget, al que se le aplicaron más de 40 puntos, siendo desplazado al tercer lugar y el abandono de todo el equipo Alcyon para el cual corría Trousselier. Tras esto Petit Bretón paso a encabezar la general con comodidad. Luego ganó la etapa a Nantes, fue 2.º en Brest y Caen y 3.º en París, ganando el Tour por 19 puntos sobre Garrigou y 27 sobre Georget.
El triunfo fue catalogado como de gran mérito y destacado por haberlo realizado en una machine poinçonnée, ya que mientras Georget, Garrigou, Passerieu etc., cambiaban de bicicleta ante un pinchazo, él debía reparar la avería. O cambiaban de piñón en los grandes ascensos a Ballon d'Alsace, L'Esterel, Bayard o Porte, mientras él debía usan un único desarrollo. Dos días después de terminar, narraba para L'Auto que el Tour de Francia era la mejor carrera y la más hermosa, pero terriblemente larga y que exigía un esfuerzo enorme, más desde que habían empezado a cruzar los Alpes. Se mostraba orgulloso de que su nombre se uniera a los de Garin, Cornet, Trousselier y Pottier y declaraba que al año siguiente haría todo lo posible para retener la victoria.
Para el mes de noviembre volvió a Italia para participar de la 3.ª edición del Giro de Lombardía. Logró la tercera posición, aunque finalmente fue descalificado por no firmar en el control de Como.

#### 1908: Un año redondo

##### Vuelta a Bélgica y París-Bruselas
El año no empezó de la mejor forma, no participando de la Milán-San Remo y con abandonos en la París-Roubaix y Burdeos-París. Entre 28 de mayo y el 7 de junio, junto con varios integrantes del equipo Peugeot (Garrigou, Georget, Brocco, Paulmier) corrió la 1.ª edición de la Vuelta a Bélgica. Ganó 4 de las 6 etapas, la 1.ª en Amberes, la 4.ª en Namur, la 5.ª en Verviers y la última en Bruselas, logrando la victoria final con 12 puntos, seguido de Garrigou con 18 y el belga Eugéne Platteau con 21.
Una semana después, el 14 de junio tomaba la salida en la París-Bruselas. Las escuadras Peugeot y Alcyon presentaron todo su poderío para disputar la prueba de 410 km de recorrido. Además de Petit-Breton estaban Garrigou, Trousselier, Aucouturier, Passerieu, Cornet, Maitron, Ringeval, Pottier, Lorgeou, Faber, más los belgas Van Houwaert y Masselis. La carrera comenzó a la media noche en Villiers-sur-Marne y al llegar al control fijo de Reims, a los 150 kilómetros, Petit-Bretón se encontraba entre los 16 corredores en cabeza de carrera. Al cruzar la frontera belga a los 286 km eran 8 ciclistas al frente de la carrera, que se redujeron a 4 cuando llevaban 380 km y solo faltaban 30. Ellos eran Van Houwaert, Petit-Bretón, Garrigou y Trousselier. Un ataque de Petit-Breton descolgó a Trousselier y luego uno del belga Van Houwaert a Garrigou. Los 2 corredores llegaron al velódromo de Karreveld donde casi 15000 personas esperaban para ver las 2 vueltas que debían dar antes de la definición de la prueba. Van Houwaert entró primero con algunos metros de ventaja sobre Petit-Breton, pero el francés se recompuso en la última vuelta y logró sobrepasarlo sobre la línea de meta, imponiéndose por una rueda tras más de 15 horas de competencia.

##### Amplio dominio en el Tour

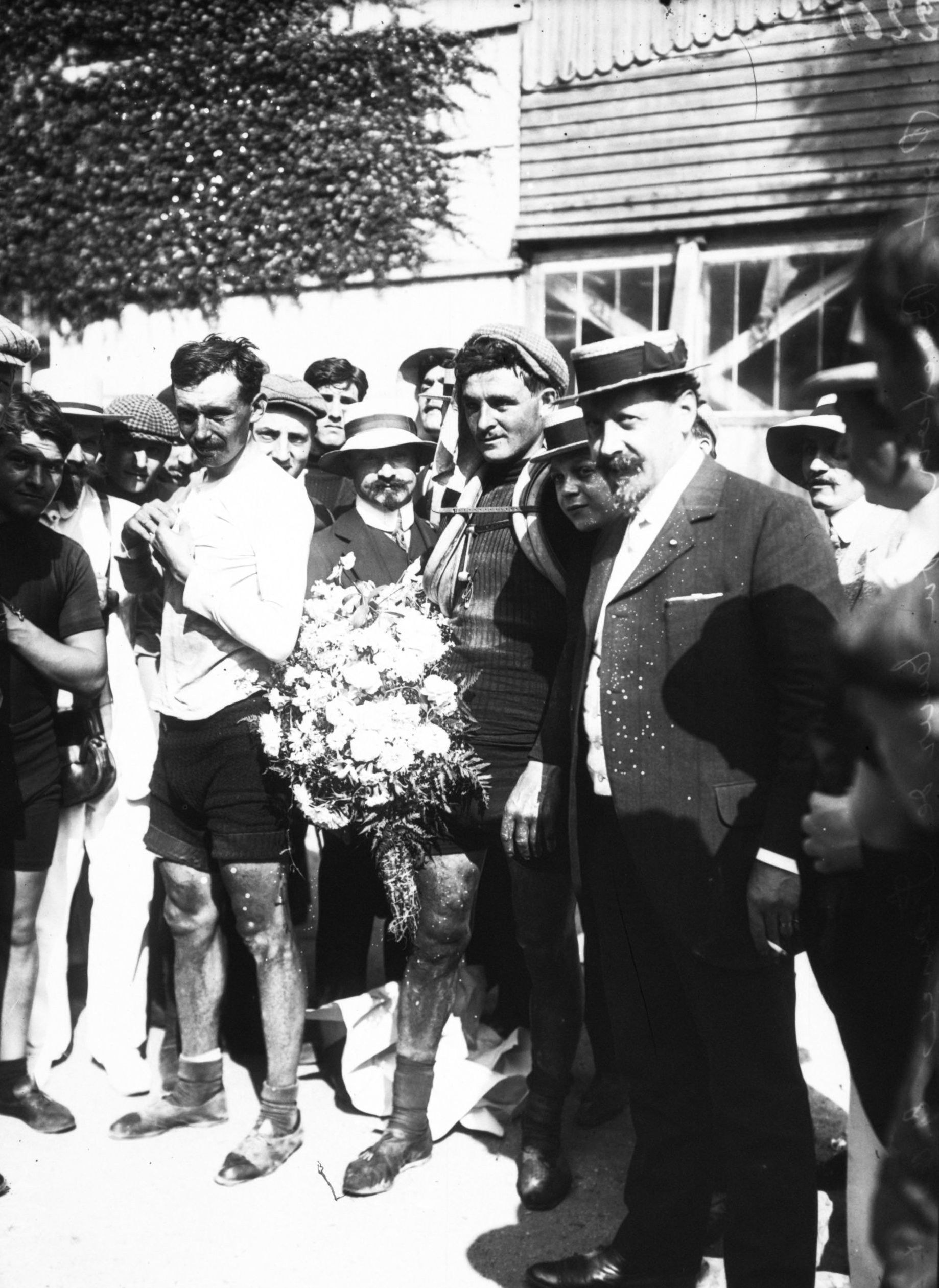
Petit-Breton luego de llegar al Parque de los Príncipes y ganar el Tour 1908.

El triunfo del año anterior y las últimas actuaciones en Bélgica, lo catalogaba como el principal favorito a ganar el Tour de 1908. En un segundo escalón se colocaba a Louis Trousselier, Cyrille Van Hauwaert y Émile Georget, completando los aspirantes con Garrigou, Passerieu, Brocco, Dortignacq, André Pottier, Lignon entre otros.
Para ese año, se mantenía el sistema de puntos para la general, pero se cambió la reglamentación, desapareciendo la categoría vitesse (aquellos que podían cambiar de bicicleta) y todos estarían en machine poinçonnée, o sea que ninguno podía cambiar de bicicleta, debiendo reparar en caso de rotura. Esto beneficiaba a Petit-Breton quien luego de ganar 2 años seguidos en esa categoría era considerado un excelente mecánico capaz de reparar la bicicleta mucho más rápido que los demás. Para ello, Petit-Breton hacía un trabajo minucioso practicando en su casa, tomando el tiempo que demoraba en reparar averías y luego tratando de bajar ese tiempo cada vez más.
La primera etapa partió desde la Plaza de la Concordia en París, rumbo a Roubaix y fue ganada en forma solitaria por Passerieu. Cinco minutos después llegó Petit-Bretón en 2.º lugar, superando en el embalaje a Ernest Faber y al italiano Luigi Ganna. Sus principales rivales llegaron bastante retrasados, Van Hauwaert 19.º, Georget 34° y Trousselier víctima de una caída, 47.º. La 2.ª etapa, Roubaix-Metz, se invirtió el orden ganando Petit-Breton sobre Passerieu por una rueda, con lo cual quedaban los 2 empatados con 3 puntos. Van Hauwaert volvía a llegar retrasado (14.º) mientras Georget abandonaba aquejado de una neuralgia y Trousselier era descalificado por haber cambiado el cuadro de su bicicleta. La 3.ª etapa Metz-Belfort, volvió a ocupar el 2.º lugar, siendo batido en el embalaje por François Faber, pero sacándole a Passerieu un hora, quien llegó muy retrasado en el puesto 30. Allí pasó a comandar la clasificación con 5 puntos y una diferencia apreciable, ya que el 2.º, Luigi Ganna, tenía 20 puntos y Garrigou 24.
A partir de allí fue ampliando las ventajas, ganando 4 etapas más (7.ª en Nimes, 9.ª en Bayona, 11.ª en Nantes y la 14.ª en París), siendo 2.º una vez (8.ª en Toulouse) y tercero 4 veces (4.ª en Lyon, 5.ª en Grenoble, 12.ª en Brest y 13.ª en Caen). Solo en la 10.ª etapa con final en Burdeos no entró entre los primeros, acabando 10.º luego de sufrir un pinchazo a falta de 20 kilómetros. En la última etapa llegó al parque de los príncipes junto a François Faber, batiéndolo en el sprint para ganar su segundo Tour, totalizando 36 puntos, quedando en 2.ª posición Faber con 68 y 3.º Passerieu con 75.
Además de la clasificación general, ganó el Premio Labor-Hutchinson, un premio especial que se disputó durante la carrera, que otorgaba puntos a los 3 primeros que pasaran por la cima de 4 ascensiones (Ballon d'Alsace, Col de Porte, Cote de Laffrey y L'Estérel). Fue 2.º en Ballon y el Col de Porte y ganó en L'Estérel, quedándose con esa clasificación con 20 puntos, seguido de Garrigou con 13 y Faber con 12.

### Retiro y establecimiento en Périgueux

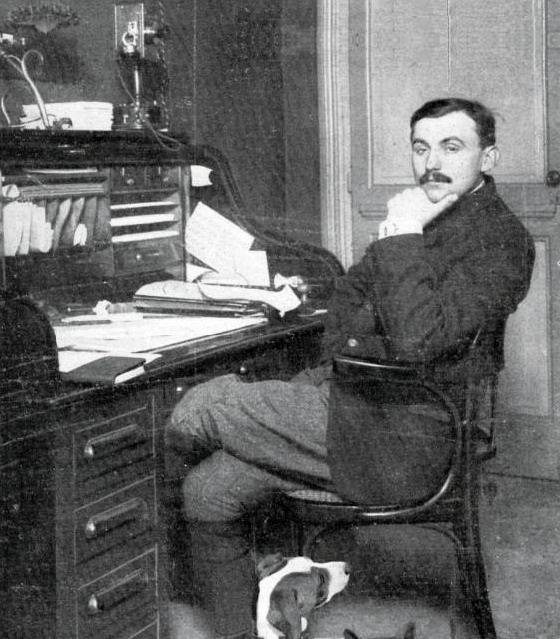
Lucien Petit-Breton en la oficina de su negocio en Périgueux (1909)

El mismo día que ganó el Tour y con sólo 25 años de edad, anunció su retiro del ciclismo. Consideraba que había corrido lo suficiente y que era buen momento de poner punto final con las victorias en París-Bruselas, Vuelta a Bélgica y Tour de Francia. Además pensaba establecerse como comerciante, dedicándose de lleno al negocio. A su vez anunciaba que a los pocos días sería publicado su libro Comment je cours sur route -con el prólogo escrito por Desgrange- y que creía que François Faber sería su sucesor.
Gracias a su cercana relación con Peugeot, deseaba abrir una sucursal en Nantes, pero la empresa le propuso la sucursal de Cognac(Francia) o La Rochelle. Reuniéndose con el representante de la sucursal de Cognac, en Périgueux, a Lucien le gustó esta ciudad y no habiendo una sucursal Peugeot allí, escribió a la casa central comunicando su deseo de abrir la sucursal en Périgueux. También le escribió a la que sería su futura esposa, Marie-Madeleine Macheteau, que estaba decidido a establecerse allí. Obtenido el visto bueno, alquiló un local que en la planta alta tenía un departamento y el 15 de octubre de 1908 llegó a la ciudad para radicarse y abrió el Garage Petit-Breton, un negocio de venta de automóviles y bicicletas Peugeot.
En enero de 1909 comenzó a escribir para la revista La Vie au Grand Air. Además de narrar parte de su carrera deportiva, analizó todo lo que tenía que ver con el ciclismo de esa época, desde sus rivales, hasta  las carreras en pista y las de ruta. Como era el tipo de entrenamiento, los descansos, las comidas, etc. El último número con el análisis de Petit-Bretón fue publicado en marzo de 1909 y allí dejaba entrever que si bien se había retirado, aún dejaba la puerta abierta a un posible regreso.

### 1909-1914: Un regreso plagado de dificultades

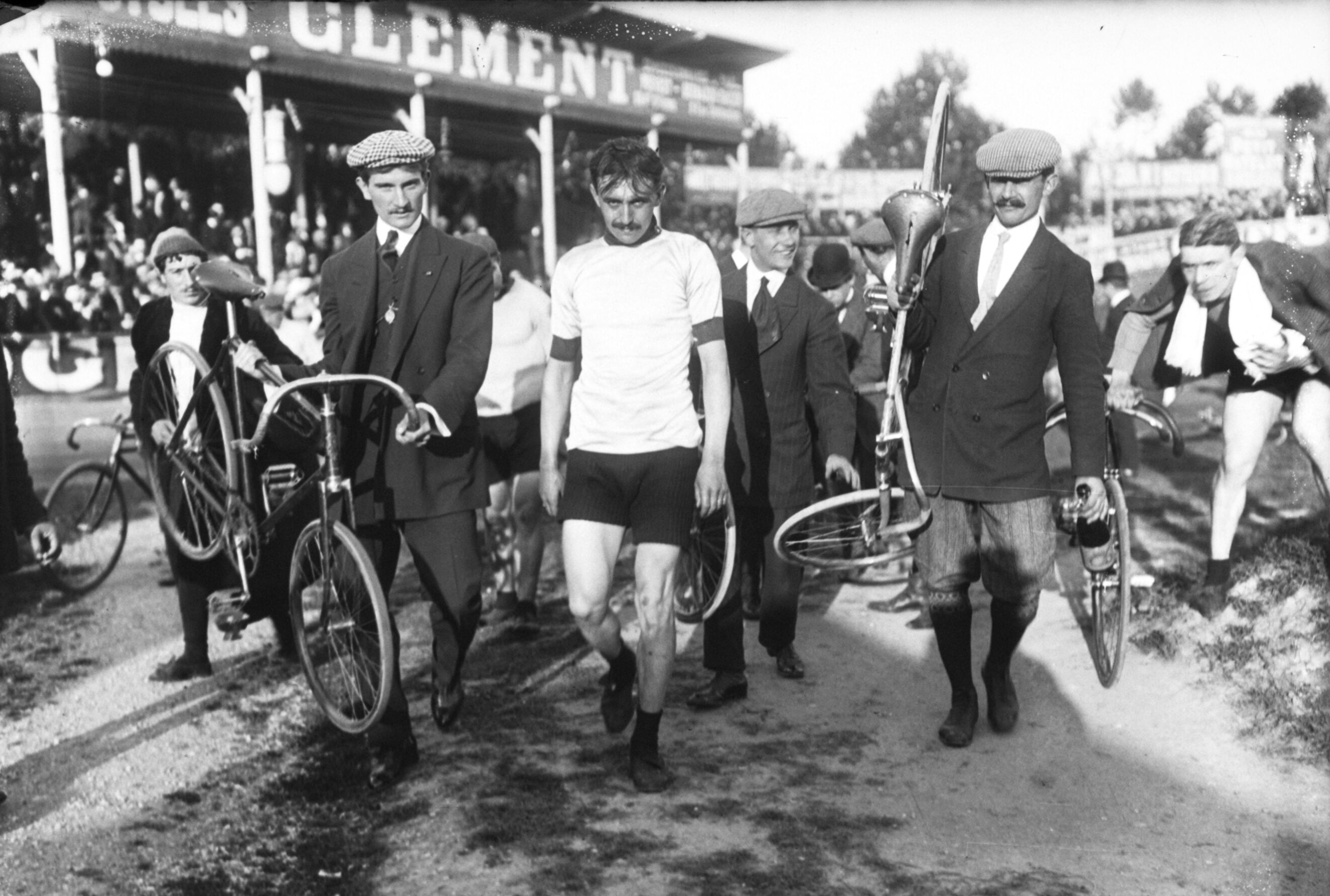
Velódromo de Buffalo, 1909. Petit-Breton tras finalizar los 100 km donde acabó 2.º.

Sin competir, Petit-Bretón pronto empezó a aburrirse de la vida asentada en Périgueux y dejando a su esposa y a su hermano Paul a cargo del negocio, no tardó en volver a las carreras. Pero esa segunda parte de su carrera deportiva no sería nada fácil. Entre caídas y problemas mecánicos no pudo finalizar ninguna de las grandes carreras por etapas que disputó durante los siguientes años.
En mayo de 1909 estaba en la salida del primer Giro de Italia, corriendo para el equipo Stucchi-Dunlop, junto a los franceses Trousselier, André Pottier y Maurice Decaup y el italiano Mario Gaioni, pero debió abandonar cuando en la primera etapa sufrió una caída que le afectó un brazo seriamente, por lo cual se vio impedido de largar la 2.ª etapa. El 28 de junio ganó la Buffalo Cup, carrera de 12 horas en el velódromo de Buffalo donde recorrió 470 km, superando a Léon Georget por 1,5 km. El 5 septiembre estuvo en los 100 kilómetros, también en Búffalo donde finalizó 2.º, a menos de una vuelta del ganador, Léon Georget. Dos semanas después participó del Bol d'Or, pero abandonó en la sexta hora de competencia, luego de tener una caída y problemas físicos.
El 3 de abril de 1910 estuvo en la Milán-San Remo, abandonando la prueba. El 8 de mayo, fue 3.º en el Campeonato de Francia de Ciclismo en Ruta, llegando a 7 minutos de Emile Georget y Maurice Brocco. Diez días después comenzó a disputar el Giro 1910 con el equipo Legnano y cuando era 2.º en la clasificación general debió abandonar en la 4.ª etapa luego de romper la cadena y tener que caminar 14 km hasta llegar al control de L'Aquila. Los últimos días de junio (26 y 27) disputó nuevamente la Buffalo Cup, finalizando en 2.º lugar, detrás de Alphonse Charpiot. En el Tour de Francia de 1910 una serie de pinchazos lo relegaron en la general, incluso al finalizar la 4.ª etapa entró en una crisis de lágrimas agobiado por la mala suerte y terminó abandonando por rotura de la bicicleta en la 7.ª jornada entre Niza y Nimes.
La mala suerte continuó en 1911. Abandonó en la Milán-San Remo y París-Roubaix. Corrió el Giro de Italia, abandonando en la penúltima etapa tras una caída y rotura de su bicicleta cuando era 6.º en la general. Ese año fue la mejor actuación en el Giro, habiendo ganado la 5.ª etapa entre Mondovi y Turín (jornada que se subió a Sestriere), y teniendo dos segundo puesto (8.ª y 9.ª). Además, fue líder por un día durante la 10.ª etapa. En el Tour 1911 corriendo por La Française, ni siquiera pudo culminar la 1.ª etapa cuando faltando 90 km, la imprudencia de un espectador que se le atravesó en el camino, terminó con Petit-Breton en un hospital.

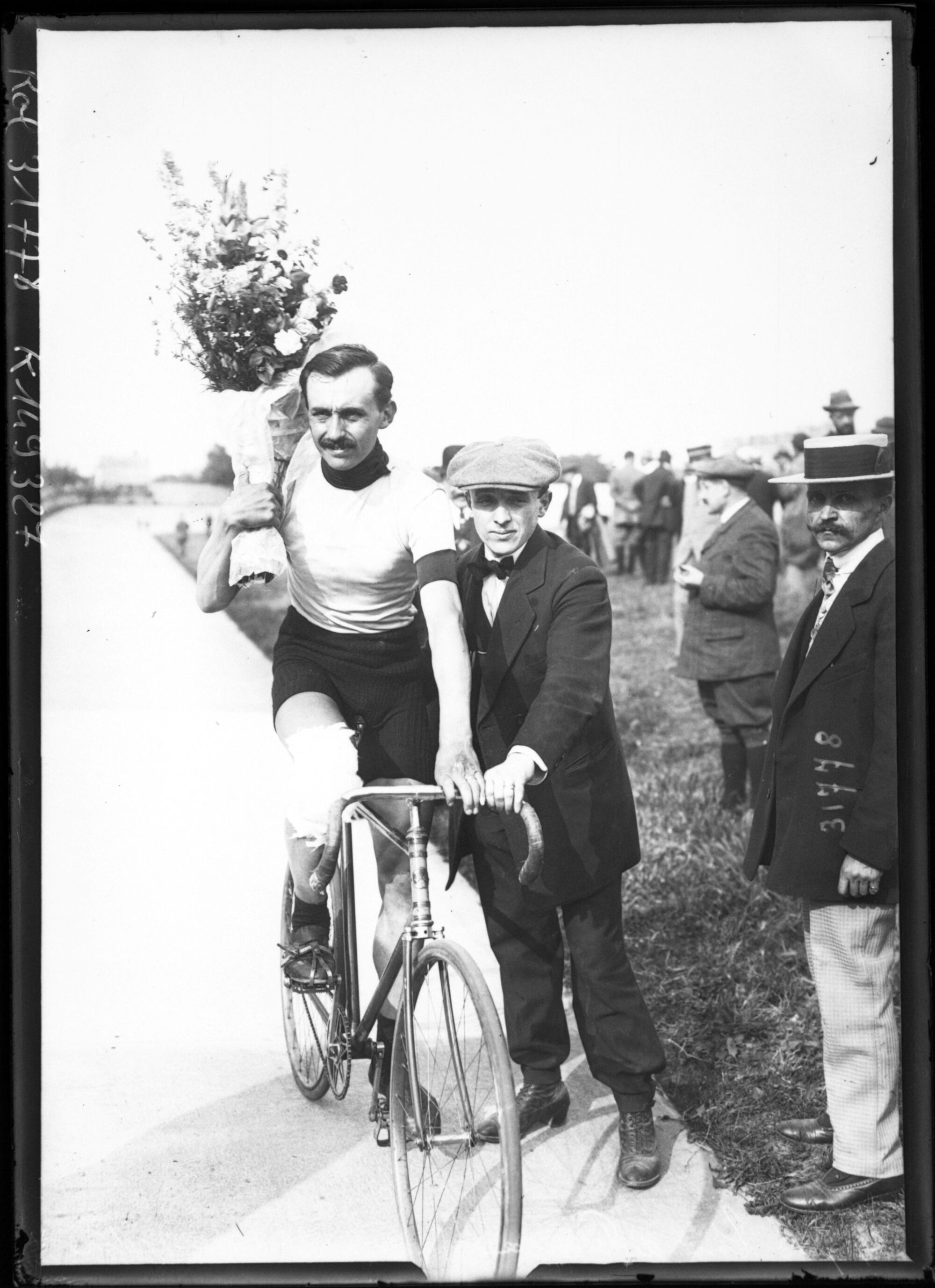
Tour de Francia 1913, la vuelta de honor.

El 24 de marzo de 1912, se ubicó 3.º en la París-Tours y una semana después, estuvo en la Milán-San Remo, finalizando 14.º. El 7 de abril corrió la París-Roubaix, pero abandonó a los 100 km por una afección en los ojos. El 28 de abril, corrió la París-Menin, finalizando nuevamente 3.º, detrás de Masselis y Vandaele. A finales de mayo corrió los 592 km de la Burdeos-París. Marchaba al frente liderando la carrera cuando a falta de 60 km tomó champán en Dourdan. Una mala decisión que lo llevó a sentirse mal y fue sobrepasado por Emile Georget quién ganó la carrera, llegando Petit-Bretón en 2.º lugar a 8 minutos. El 9 de junio estuvo en la París-Bruselas y luego de una buena carrera, cuando llegaba en el grupo líder para definir la carrera, una caída a 500 metros de la llegada, no lo dejó finalizarla. En el Tour de Francia, ya venía maltrecho por la caída en la París-Bruselas y tuvo una caída en la primera etapa y 2 más en la segunda, retirándose en esa jornada.
Durante el invierno volvió a los velódromos, participando del 20 al 25 de diciembre de 1912 en los Seis días de Bruselas, junto a Léon Comés obteniendo el 2.º lugar. Del 13 al 19 de enero de 1913, corrió los Seis días de París haciendo pareja con Léon Georget y finalizando en la 5.ª posición.
El Tour de Francia 1913 fue el mejor que realizó después del retorno. Se encontraba en excelente forma y corriendo prácticamente solo por el equipo Automoto, pero debió luchar contra todo el equipo Peugeot que ese año era la formación más poderosa del pelotón. Había sido 2.º en cuatro etapas, tres de ellas consecutivas (2.ª, 11.ª., 12.ª. y 13.ª). Se encontraba también segundo en la clasificación general por detrás de Philippe Thys cuando en la decimocuarta y penúltima jornada, sufrió una caída en el pavés de Curgies y terminó abandonando poco más adelante, en Valenciennes. El día de la llegada, los directores del velódromo del Parc des Princes lo invitaron a estar presente y dar una vuelta de honor, que realizó a pesar de las heridas. El público lo recibió con una gran ovación, valorando la gran lucha que había tenido en la carretera con sus rivales.
El último Giro de Italia que corrió, fue el de 1914. Durante la inhóspita primera jornada, con lluvia y nieve (cuando subieron a Sestriere), sufrió 3 pinchazos además de una caída y al tener las manos lastimadas y congeladas por el frío, decidió abandonar.
En el Tour de Francia 1914, enfermo durante la 7.ª etapa perdió más de 4 horas y abandonó en la 9.ª al no recuperarse.

### La guerra y fallecimiento

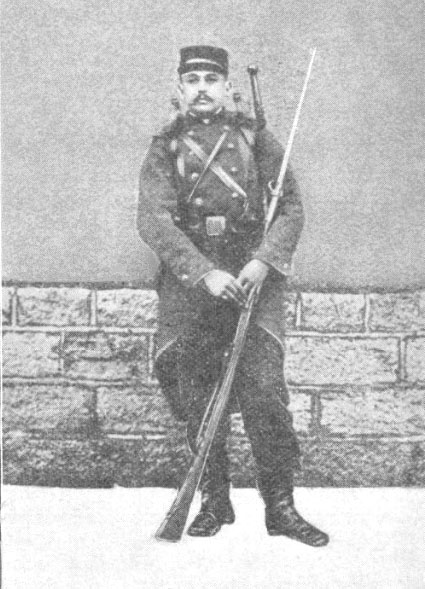
El soldado de 2.ª clase, Lucien Mazan

El 28 de julio de 1914, dos días luego de finalizado el Tour de Francia, estalló la Primera Guerra Mundial y el 3 de agosto el soldado de 2.ª clase Lucien Georges Mazan fue llamado al ejército, afectado al 20.º escuadrón de Train (sección de la armada francesa que se encarga de la logística de la armada de tierra, así como el transporte de equipos municiones y tropas). El avance alemán a finales de agosto, tras las victorias en las batallas de Lorena y Charleroi, obligó al ejército francés a enviar refuerzos urgentes. Para llevar las reservas, se requisaron los taxis de París y Lucien fue uno de los encargados de conducir los automóviles llevando tropas al frente de batalla. Luego pasó a ser el chofer de Abel Ferry, subsecretario de estado para asuntos exteriores, con lo cual estuvo en el frente a menudo, para más tarde ser afectado al correo postal en la región parisina. Mientras tanto, su esposa y sus hijos dejaban Périgueux y volvían a París, para residir en Boulogne-Sur-Siene.
Durante marzo de 1917, volvió a escribir para La Vie au Grand Air, expresando que no creía que la guerra pudiese perjudicar al ciclismo. Al contrario, pensaba que las duras condiciones por las que pasaban, haría que los hombres fueran más rudos física y sicológicamente y los llevaría a enfrentar las grandes carreras mejor preparados. A la vez, se preguntaba cuando volverían los ascensos al Galibier, al Tourmalet, o el retorno a los velódromos, mientras recordaba a otros ciclistas ya caídos en batalla como François Faber, Émile Engel, Léon Hourlier, Émile Friol o Léon Comés.
Nueve meses después, en un día de asueto otorgado por sus superiores, Lucien se encontraría con su esposa Marie Madeleine en el pequeño pueblo de Piney a 20 kilómetros de Troyes, al cual nunca llegó. Cuando conducía el automóvil, un caballo que tiraba de un carro se asustó y embistió el vehículo de Lucien produciéndole heridas que causaron su muerte en forma casi instantánea. Tenía 35 años.
Sus restos junto con los de su familia, descansan en un pequeño cementerio de Pénestin.

## Vida privada
Además del ciclismo era aficionado a los automóviles, a la fotografía y a una incipiente aviación que daba sus primeros pasos. Contrajo matrimonio con Marie-Madeleine Macheteau el 24 de noviembre de 1908 en Vallet y tuvo tres hijos, Lucie (1909), Yvonne (1914) e Yves (1916). Yves también compitió y se convirtió en director deportivo de ciclismo, dirigiendo al equipo Ouest en el Tour de Francia 1948. Su hermano Anselme, igualmente ciclista, también falleció durante la guerra dos años y medio antes que él, el 8 de junio de 1915 en la batalla de Quennevières.
Cuando vivió en Périgueux, 7 de marzo de 1911, fue fundador de un club ciclista, el Cyclo-Club Périgourdin. Antes de radicarse allí, vivía en un departamento en Boulogne sur Seine (actualmente Boulogne-Billancourt). Posteriormente compró una casa en Pénestin (Morbihan) sobre la playa de Poudrantais,
Desde que dejó Argentina en 1902, no volvió a ver a su madre hasta 1913, cuando Desirée Moyón retornó. Se reencontraron durante el Tour de Francia de ese año, al final de etapa que finalizó en Aix-en-Provence.

## Reconocimientos y homenajes
La figura de Lucien Mazán pronto fue recordada en su tierra. En 1920 su viuda Marie-Madeleine, para recordar su memoria lanzó una marca de bicicletas Petit-Breton. La misma desapareció con el tiempo y volvió a ser recreada en 2018.
En Nantes, el 3 de agosto de 1924 se inauguró un velódromo que lleva su nombre, y en Pénestin, ciudad de su sepultura, existe el complejo multideportivo Petit-Breton .
En Plessé, una placa conmemorativa se encuentra en su casa natal así como en Périgueux donde se lo recordó durante el Tour de Francia 2017 a 100 años de su fallecimiento
En 2018 fue inaugurado en la ciudad de Carhaix-Plouguer las estatuas de los 4 ciclista bretones más populares de la historia. Las mismas representan a Bernard Hinault, Louison Bobet, Jean Robic y Petit-Breton.

## Palmarés

### Ruta
1906
- París-Tours

1907
- Milán-San Remo
- Tour de Francia, más 2 etapas

1908
- Tour de Francia, más 5 etapas
- París-Bruselas
- Vuelta a Bélgica, más 4 etapas

1910
- 3.º en el Campeonato de Francia en Ruta

1911
- 1 etapa del Giro de Italia

### Pista
1904
- Bol d'Or

1905
- Récord de la hora

1909
- Buffalo Cup

## Resultados en Grandes Vueltas
Durante su carrera deportiva ha conseguido los siguientes puestos en las Grandes Vueltas:
| Carrera         | 1902 | 1903 | 1904 | 1905 | 1906 | 1907 | 1908 | 1909 | 1910 | 1911 | 1912 | 1913 | 1914 |
| --------------- | ---- | ---- | ---- | ---- | ---- | ---- | ---- | ---- | ---- | ---- | ---- | ---- | ---- |
| Giro de Italia  | X    | X    | X    | X    | X    | X    | X    | Ab.  | Ab.  | Ab.  | -    | -    | Ab.  |
| Tour de Francia | X    | -    | -    | 5.º  | 4.º  | 1.º  | 1.º  | -    | Ab.  | Ab.  | Ab.  | Ab.  | Ab.  |
| Vuelta a España | X    | X    | X    | X    | X    | X    | X    | X    | X    | X    | X    | X    | X    |